# Chitoria ulupi
Chitoria ulupi (лат.) — вид дневных бабочек из семейства нимфалид.

## Описание

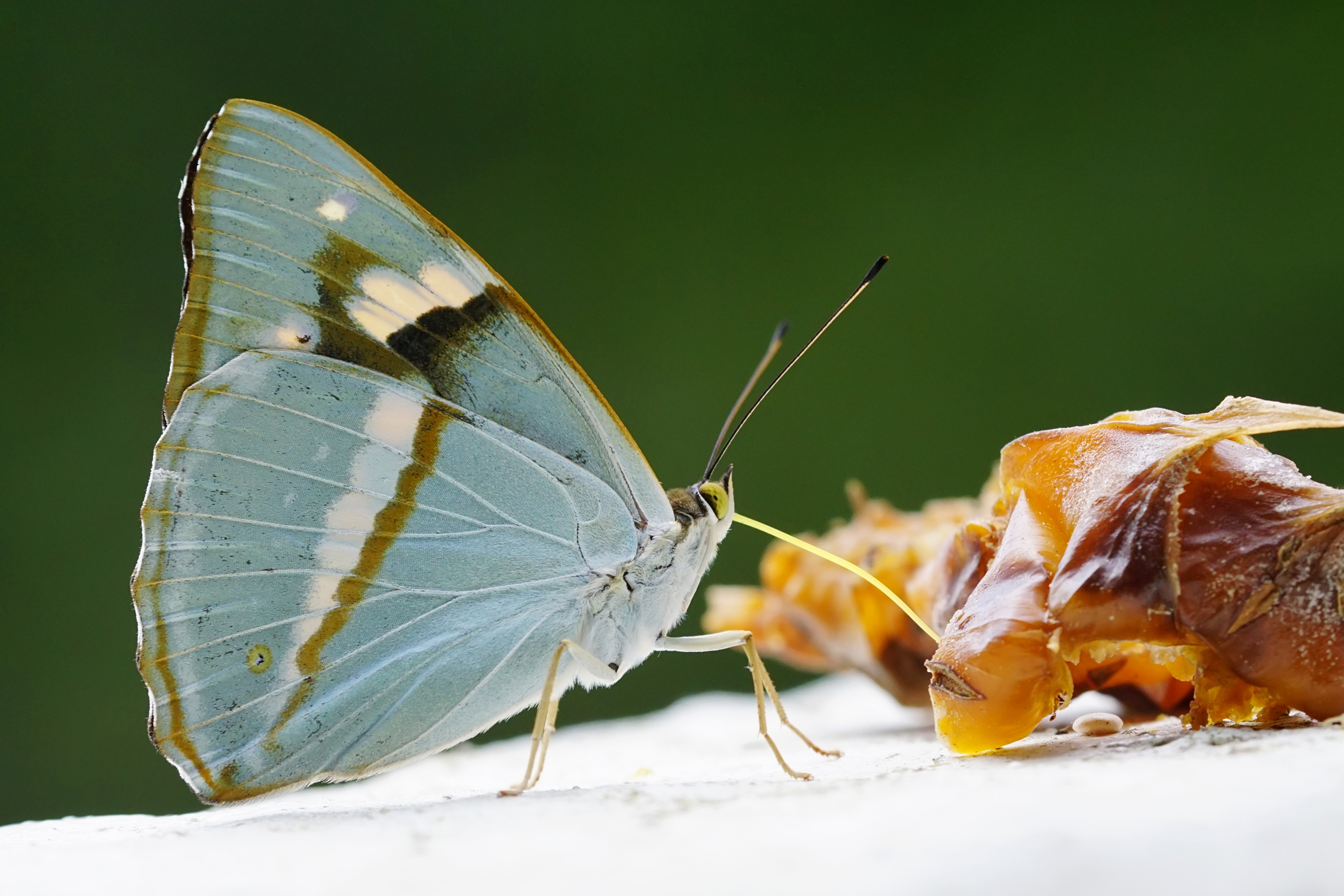
Самка. Нижняя сторона крыльев

Дневные бабочки. Длина переднего крыла у самцов: 32—44 мм, самок 42—48 мм. Самки крупнее самцов. Крылья самцов коричневого цвета со слившимся размытым жёлтым рисунком, охватывающим базальную и заднюю часть крыла, а также косую перевязь на переднем крыле. Задние крылья жёлтого цвета с коричневым внешним краем и прикраевыми пятнами. Крылья самки на верхней стороне чёрные. Передние крылья с разорванным рядом белых пятен. Заднее крыло с прямой перевязью, направленной в торнальный угол, иногда с рядом желтоватых прикраевых пятнышек и несколькими мелкими постдискальных. На нижней стороне передние крылья в основании и на вершине зеленовато-белого цвета, с размытым рисунком у самцов и более четким у самок.

## Ареал
Корейский полуостров, Китай (Северный, Центральный, Восточный, 3ападный), Тайвань, Индия (Ассам).

## Биология
Кормовые растения гусениц — вероятно, род Каркас (Celtis).